# Rollesbroich
Rollesbroich (gesprochen: Rollesbruch, siehe auch -broich) ist ein nördlicher Gemeindeteil von Simmerath in der nordrhein-westfälischen Städteregion Aachen mit etwa 1100 Einwohnern.

## Geographie
Südlich von Rollesbroich fließt der Rossbach, östlich der Tiefenbach. Rollesbroich liegt ca. 500 m ü. NN. Direkt am Rollesbroicher Wald befindet sich die Kalltalsperre.

## Wirtschaft und Infrastruktur
Der Ort liegt an der Landesstraße 160 zwischen Hürtgenwald (Kreis Düren) und Simmerath-Mitte. Die nächste Anschlussstelle ist Aachen-Brand an der A 44. Es gibt ein Industrie- und Gewerbegebiet Rollesbroich.
Die AVV-Buslinien 68 und SB 63 der ASEAG verbinden Rollesbroich mit Simmerath, Einruhr und Aachen. In den Nächten vor Samstagen sowie Sonn- und Feiertagen sorgt eine Nachtbuslinie für Verbindungen aus Richtung Aachen. An Schultagen verkehren zusätzlich einige Fahrten der Linie 86 über Rollesbroich.
| Linie | Verlauf |
| ----- | --- |
| 68    | (Lammersdorf – Witzerath – Rollesbroich –) Simmerath – (Kesternich –) Strauch – Steckenborn – Woffelsbach – Rurberg (– Einruhr) |
| 86    | Vossenack – Raffelsbrand – Lammersdorf – Paustenbach – Bickerath – Simmerath Bushof |
| SB63  | Schnellbus: Aachen Bushof – Elisenbrunnen – Misereor – Aachen Hbf – Marienhospital – Burtscheid – Oberforstbach Gewerbegebiet (– Rott) – Roetgen – Lammersdorf – (Paustenbach – Bickerath) / (Rollesbroich – Strauch Am Roßbach) – Simmerath |
| N60   | Während der Sperrung der B258 kann der Nachtexpress in Konzen nur die Haltestellen Konzen Bf. und Breitestr. bedienen. Aus Zeitgründen kann Imgenbroich nicht bedienen. Nachtexpress: nur in den Nächten vor Samstagen sowie Sonn- und Feiertagen Aachen Hauptbahnhof → Elisenbrunnen → Aachen Bushof → Kaiserplatz → Josefskirche → Bf Rothe Erde → Forst → Brand → Kornelimünster → Walheim → Hahn → Rott → Roetgen → Lammersdorf → Rollesbroich → Witzerath → Simmerath → Strauch Am Roßbach → Kesternich → Am Gericht → Konzen Breitestr. → Konzen Bf. → Roetgen → Friesenrath → Walheim |

## Kultur und Sehenswürdigkeiten

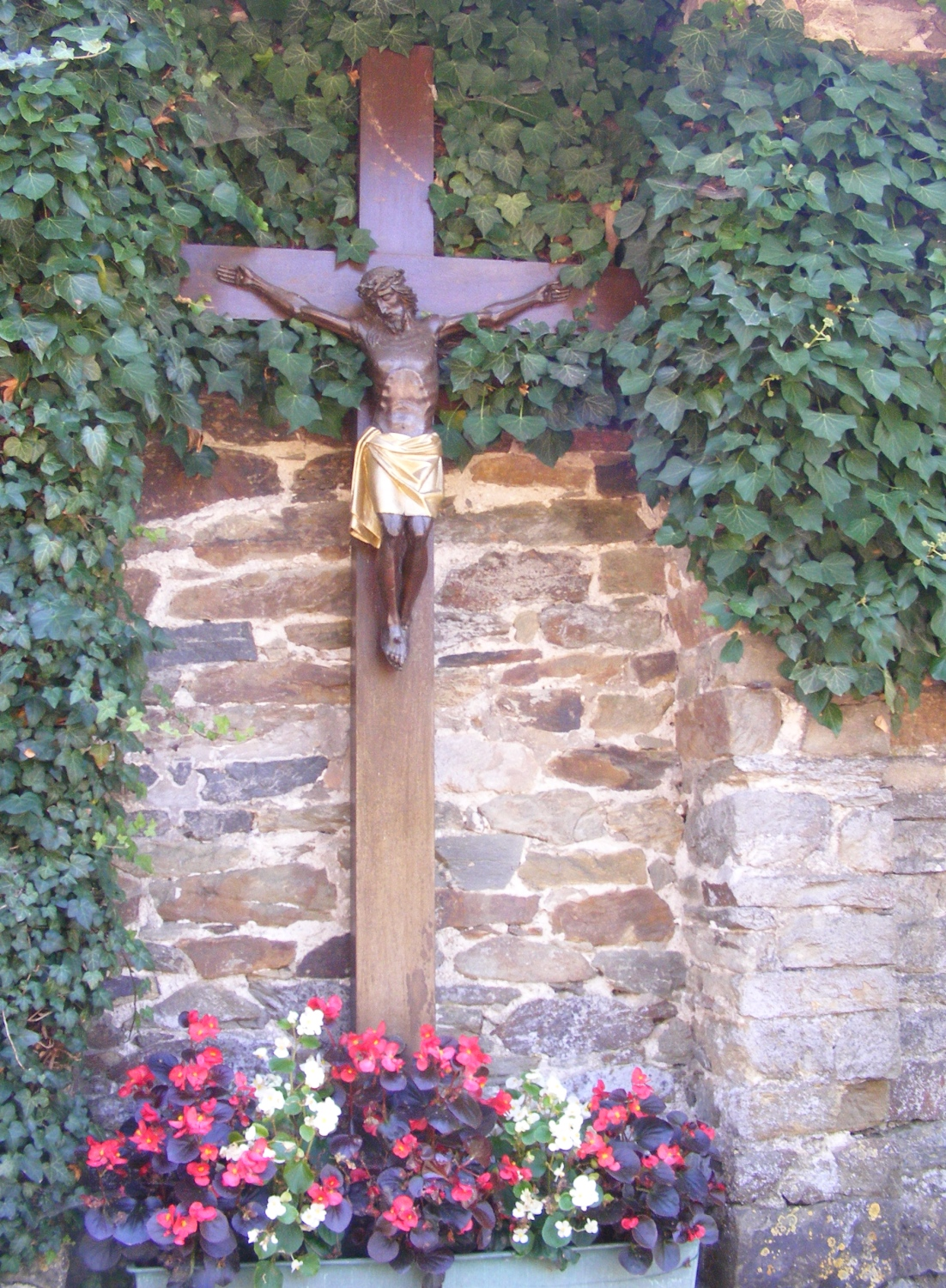
Kreuz vor Steinrötsch 18

- Die katholische Kirchengemeinde heißt St. Mariä Empfängnis.
- In Rollesbroich liegt das Schullandheim des Städtischen Gymnasiums Herzogenrath.
- Sehenswert sind die benachbarte Kalltalsperre, der Kaiserfelsen und der Hof Silberscheid aus dem 18. Jahrhundert.

## Bildung
Seit vielen Jahren gibt es im Ort keine Schule mehr. Die Katholische Grundschule Simmerath ist die nächste Grundschule. Schülern mit Gymnasial-, Realschul- oder Hauptschulempfehlung steht die Sekundarschule Nordeifel in Simmerath zur Verfügung.
In Rollesbroich gibt es zwei Kindergärten:
- Kindergarten des Kreises Aachen „Fröhliches Rabennest“
- Katholischer Kindergarten Helena Stollenwerk

## Persönlichkeiten
- Ordensgründerin Helena Stollenwerk war in Rollesbroich geboren
- Hochspringer Carlo Thränhardt lebte eine Zeit lang im Dorf